# John P. Paynter
John Philip Paynter (Mineral Point (Wisconsin), 29 mei 1928 – Glenview (Illinois), 4 februari 1996) was een Amerikaans componist, muziekpedagoog, dirigent en arrangeur.

## Levensloop
Paynter kreeg al in jonge jaren piano-, orgel- en klarinetlessen bij Bernard Stepner, de dirigent van het plaatselijke harmonieorkest. In 1946 begon hij zijn muziekstudies aan de Northwestern-universiteit in Evanston (Illinois) en behaalde zijn Bachelor of Music in 1950 en zijn Master of Music in 1951. Al tijdens zijn masterstudies in 1950 en 1951 was hij dirigent van de harmonieorkesten van de Northwestern-universiteit. Na het behalen van zijn Master-diploma werd hij docent voor muziektheorie en dirigent van de Northwestern University Wildcat Marching Band aan zijn Alma Mater. In 1953 volgde hij Glenn Cliffe Bainum op als chef-dirigent van de harmonieorkesten aan deze universiteit.
In 1956 werd hij dirigent van de nieuw opgerichte Northshore Concert Band. Onder zijn dirigentschap ontwikkelde zich dit ensemble tot een soort van model-harmonieorkest voor alle Amerikaanse stedelijke harmonieorkesten. De leden van dit orkest spelden soms meer dan 30 jaar in dit orkest, lang nadat zij afgestudeerd waren, en dat was het beste bewijs voor Paynters idee, dat het muziek maken een belangrijke rol kan spelen in het leven van de mensen onafhankelijk van de leeftijd of het beroep dat ze uitoefenen.
Paynter was voorzitter van organisaties in de (blaas-)muziekwereld zoals van de Midwest International Band and Orchestra Clinic, World Association for Symphonic Bands and Ensembles (W.A.S.B.E.), American Bandmasters Association (A.B.A.), die hij mee opgericht heeft en wiens erevoorzitter hij is. Verder is hij erelid van de Music Educators National Conference (MENC) en de broederschap Phi Mu Alpha Sinfonia.
Als gast-docent was hij in vrijwel alle staten van de Verenigde Staten, in Canada, Mexico, Europa, Israël, Japan en Zuid-Amerika. Hij ontving prijzen en onderscheidingen van bijvoorbeeld de Illinois Music Educators, de John Philip Sousa Foundation, de National Band Association (NBA), de School Musician, het magazine Instrumentalist en de National Association of Music Clubs. In 1992 werd hij ere-doctor van de DePaul-universiteit in Chicago.
Als componist en vooral als arrangeur heeft hij meer dan 400 werken op zijn naam staan. Hij schreef voortreffelijke bewerkingen van Malcolm Arnolds werken Four Scottish dances, op. 59; Prelude, siciliano, and rondo uit de Little Suite, op. 80; Sarabande and polka uit het ballet Solitaire; en Johann Sebastian Bachs Toccata, adagio, and fugue.

## Composities

### Werken voor harmonieorkest
- Space Dragon Of Galatar
- Temporary Diversion
- When the Saints Go Marching In

### Werken voor koor
- 1954 Break, break, break, voor gemengd koor
- Autumn, voor zangstemmen en instrumenten
- First Star, voor zangstemmen en instrumenten
- Fog, voor gemengd koor en instrumenten
- The Call, voor gemengd koor en orgel - tekst: George Herbert
- The Rose, voor gemengd koor
- Voyage Of St. Brendan Choral, voor gemengd koor